# Brian Ferneyhough
Brian John Peter Ferneyhough, conegut com a Brian Ferneyhough (Coventry, Anglaterra, 16 de gener de 1943) és un compositor anglès.

## Biografia
Ferneyhough va guanyar una beca Mendelssohn el 1968 i es va traslladar al continent per a estudiar amb Ton de Leeuw a Amsterdam (Països Baixos), i posteriorment amb Klaus Huber a Basilea, Suïssa. Des del 1999 és professor de música a la Universitat Stanford, Estats Units.
Ferneyhough es va aproximar molt a l'escola de composició autodenominada Nova Complexitat, caracteritzada per la seua extensió de la tendència modernista cap a la formalització (particularment com en el serialisme integral). L'estil de composició de Ferneyhough, de qualsevol manera, rebutja el serialisme i altres mètodes "generatius" de composició; prefereix en el seu lloc utilitzar sistemes només per a crear material i restriccions formals, mentre la realització sembla més espontània. A diferència d'altres compositors més inclinats al formal, Ferneyhough parla sovint de la seua música com si es tractara d'anar creant energia i entusiasme en lloc d'anar plasmant un esquema abstracte.
Les seues partitures són molt exigents tècnicament per als intèrprets: fins i tot de vegades, com en el cas de Unity Capsule per a flauta sola, té seccions tan detallades que és pràcticament impossible executar-les de forma completa. Encara que és comuna la creença que Ferneyhough pretén restringir les possibilitats interpretatives estipulant-ho tot amb tanta precisió, el seu autèntic propòsit és deixar a l'intèrpret llibertat creativa per a decidir en quins aspectes concentrar el seu esforç i quins elements ometre.
Com el mateix compositor reconeix, molts intèrprets han renunciat a incloure obres seves en el seu repertori a causa del gran esforç i compromís que requereix aprendre a tocar-les i a la percepció que poden assolir-se efectes similars mitjançant la improvisació. No obstant això, les seues composicions tenen importants defensors, entre els quals hi ha el Quartet Arditti, el Nieuw Ensemble i el Exaudi Vocal Ensamble.
Una de les seues últimes obres, l'òpera Shadowtime, amb un llibret de Charles Bernstein, i basada en la vida del filòsof alemany Walter Benjamin, va ser estrenada a Múnic, Alemanya, el 25 de maig de 2004, i registrada en CD el 2005.
Es fellow (acadèmic) de la Royal Academy of Music desde 1998.
Ferneyhough ha rebut el «Premi Ernst von Siemens» de 2007 de música, en reconeixement de la importància de la seua carrera.
Com a professor va tenir alumnes com la Kaija Saariaho i la Chaya Czernowin

## Obres
| Any       | Obra | Tipus d'obra                    | Duració |
| --------- | --- | ------------------------------- | ------- |
| 1965      | Sonatina, per a 3 clarinets o fagot | Música instrumental             | 06:30   |
| 1965      | Prometheus, per a 6 instruments de vent (rev. 1966-67) | Música instrumental             | 23:00   |
| 1965      | Four Miniatures, per a flauta i piano. | Música instrumental             | 23:00   |
| 1966      | Sonata for Two Pianos | Música solista (2 pianos)       | 14:00   |
| 1966      | Coloratura, per a oboè i piano. | Música instrumental             | 07:00   |
| 1966      | Epigrams, per a piano | Música solista (piano)          | 07:00   |
| 1966-2002 | Two Marian Motets [1. Ave mater gloriosa salvatoris - 2. Alma redemptoris mater], for 2 Sop soli – Chorus SSAATTBB | Música coral                    | -       |
| 1966-67   | Three Pieces, per a piano | Música solista (piano)          | 15:00   |
| 1967      | Quartet de corda núm. 1 | Música de cambra (quartet)      | -       |
| 1967      | Sonates per a quartet de corda. | Música de cambra (quartet)      | 42:00   |
| 1968      | Epicycle per a vint instruments de corda (6 violins, 6 violes, 6 violoncels, 2 contrabaixos) | Música instrumental             | 15:00   |
| 1969-70   | Missa Brevis, per a 12 veus mixtes | Música coral                    | 13:00   |
| 1969-71   | Firecycle Beta per a dos pianos i orquestra amb amplificació, per a grups de càmera | Música orquestral               | 23:00   |
| 1969-80   | Funérailles, per a set cordes i arpa (rev. en 1977 Funerailles II). | Música instrumental             | 23:00   |
| 1970      | Cassandra's Dream Song per a flauta. | Música solista (flauta)         | 10:00   |
| 1970      | Sieben Sterne, per a òrgan (2 assistents). | Música solista (òrgan)          | 15:00   |
| 1971-77   | Time and Motion Study I, per a clarinet baix | Música solista (clarinet)       | 09:00   |
| 1972-75   | Transit, per a sis veus solistes con amplificació i ensamble | Música instrumental             | 45:00   |
| 1973-76   | Time and Motion Study II per a violoncel i música electrònica | Música solista (violoncel)      | 17:00   |
| 1974      | Time and Motion Study III, per a 6 veus, percussió i electrònica. | Música vocal                    | 23:00   |
| 1975-76   | Unity Capsule per a flauta. | Música solista (flauta)         | 14:00   |
| 1976-79   | La terre ett un homme, per a gran orquestra. | Música orquestral               | 15:00   |
| 1979-80   | Quartet de corda núm. 2 | Música de cambra (quartet)      | 11:30   |
| 1981      | Lemma-Icon-Epigram per a piano. | Música solista (piano)          | 14:00   |
| 1981      | Superscriptio – Carceri d'Invenzione I, per a flauta piccolo | Música solista (flauta)         | 05:30   |
| 1981-87   | The Carceri d'Invenzione Cycle per a conjunt (poden ser tocades individualment les peces del cicle). | Música instrumental             | -       |
| 1982      | Carceri d'Invenzione I, per a menuda orquestra. | Música orquestral               | 12:00   |
| 1982-86   | Etudes Transcendantales/Intermedio II (textos per Ernst Meister, Alrun Moll), per a conjunt (soprano, flauta, oboè, cello, clavecí) | Música instrumental             | 27:00   |
| 1983      | Adagissimo, per a quartet de corda. | Música de cambra (quartet)      | 01:45   |
| 1983-85   | Carceri d'Invenzione II per a flauta i menuda orquestra. | Música orquestral (concertante) | 14:00   |
| 1983-89   | Kurze Schatten I, per solo de guitarra [Ombres Curtes I]. | Música solista (guitarra)       | 14:00   |
| 1984      | Carceri d'Invenzione IIb per a flauta. | Música solista (flauta)         | 10:00   |
| 1986      | Carceri d'Invenzione III per a conjunt | Música instrumental             | :00     |
| 1986      | Mnemosyne – Carceri d'Invenzione VII, per a flauta baixa i cinta gravada | Música solista (flauta)         | 10:30   |
| 1986      | Intermedio alla Ciaccona – Carceri d'Invenzione III, per a solo de violí. | Música solista (violí)          | 07:30   |
| 1987      | Fanfare for Klaus Huber per a dos percussionistes | Música instrumental (percussió) | 01:00   |
| 1987      | Quartet de corda núm. 3. | Música de cambra (quartet)      | 18:00   |
| 1987      | Carceri d'Invenzione IIc, per a flauta i cinta gravada | Música solista (flauta)         | 10:00   |
| 1983-89   | Kurze Schatten II, per a guitarra [Ombres Curtes II]. | Música solista (guitarra)       | 14:00   |
| 1988      | La chute d'Icare per a clarinet i orquestra de càmera. | Música orquestral (concertant)  | 10:30   |
| 1989      | Trittico per G.S., per a contrabaix | Música solista (contrabaix)     | 08:30   |
| 1989-90   | Quartet de corda núm. 4 (text de Jackson Mac Low), per a quartet de corda i soprano | Música de cambra (quartet)      | 18:00   |
| 1990      | Mort Subite, per a conjunt. | Música instrumental             | 02:00   |
| 1991      | Bone Alphabet, per a percussió solista. | Música instrumental (percussió) | 11:30   |
| 1994      | On Stellar Magnitudes per a mezzo-soprano i conjunt (Fl, Cl, Pf, Vln, Vc). | Música vocal (instruments)      | 11:00   |
| 1995      | Trio de corda | Música de cambra (trio)         | 23:00   |
| 1996-1997 | Allgebrah per a conjunt (Solo d'oboè, 4Vln, 2Vla, 2Vc, Db). | Música instrumental             | 14:00   |
| 1996      | Incipits, per a viola. | Música solista (viola)          | 10:30   |
| 1997      | Flurries, per a conjunt. | Música instrumental             | 09:30   |
| 1997-99   | Unsichtbare Farben, per a violí. | Música solista (violí)          | 09:30   |
| 1999-2004 | Shadowtime (Acció escènica/òpera, llibret de Charles Bernstein), per a alta soprano, soprano, contralt, baríton en falset, baríton, narrador, 12 veus mixtes, guitarra, piano, menuda orquestra (cadascuna de les set escenes pot ser interpretada separadament). | Música de ópera                 | 125:00  |
| 1999-2000 | The Doctrine of Similarity, per a cor i instruments (Escena 3 de Shadowtime; pot ser interpretada separadament). | Música coral (instruments)      | 25:00   |
| 1998-2000 | Opus Contra Naturam (el pianista també parla) (Escena 4 de Shadowtime; pot ser interpretada separadament), per a piano. | Música solista (piano)          | 18:00   |
| 2001      | In Nomine à 3, per a piccolo, oboè i clarinet. | Música instrumental             | 02:00   |
| 2001      | Stelæ for Failed Time, per a 12 veus barrejades, tape (Escena 7 de Shadowtime; pot ser interpretada separadament). | Música vocal                    | -       |
| 2001-02   | New Angels/Transient Failure, per a soprano alt, soprano, contralt, baríton falset, baríton, 12 veus barrejades, orquestra menuda (18 executants) (Escena 1 de Shadowtime; pot ser interpretada separadament).                                                    | Música vocal (orquestra)        | -       |
| 2003      | Seven Tableaux Vivants depicting the Angel of History as Melancholia, per a speaker, orquestra menuda (15 executants) (Escena 6 de Shadowtime; pot ser interpretada separadament).                                                                                | Música vocal (orquestra)        | -       |
| 2003-04   | Les Froissements des Ailes de Gabriel, per a guitarra i conjunt de càmera. (Escena 2 de Shadowtime; pot ser interpretada separadament) | Música instrumental             | -       |
| 2004-05   | Maison Noires, per a conjunt (22 executants). | Música instrumental             | -       |
| 2004      | No time (at all), per a dos guitarres | Música solista (guitarra)       | 09:00   |
| 2005      | O Lux, per a deu instruments | Música instrumental             | 05:00   |
| 2005      | Quartet de corda núm. 5. | Música de cambra (quartet)      | 13:20   |
| 2006      | Plötzlichkeit. | Música Orquestral               | 19:56   |